# بيتر كاتونا
بيتر كاتونا (بالسلوفاكية: Peter Katona)‏ هو لاعب كرة قدم سلوفاكي، ولد في 12 أبريل 1988 في بريشوف في سلوفاكيا. شارك مع منتخب سلوفاكيا تحت 19 سنة لكرة القدم ومنتخب سلوفاكيا تحت 21 سنة لكرة القدم. أما مع النوادي، فقد لعب مع تاتران بريشوف ‏.

## وصلات خارجية
- بيتر كاتونا على موقع قاعدة بيانات كرة القدم.إي يو (الإنجليزية)
- بيتر كاتونا على موقع Soccerway.com (الإنجليزية)